# Flex Comix
Flex Comix (フレックス コミックス Фуреккусу Коміккусу) — японська компанія, що спеціалізується на продажах манґа-журналів і товарів, пов'язаних з аніме та манґою у Японії. Також Flex Comix пов'язаний з Asian Groove та Soft Bank BB, формуванням спільних інвестиційних у Movida Holding. Компанія видає два журнали: Comi Digi + і Monthly Shōnen Blood, видавництво якого було призупинено. Flex Comix також видає два вебгумористичних журнали: Blood FlexComix та FlexComix Flare.

## Продукція
Манга «Зламаний меч»